# Serdang (Pampangan)
Serdang is een bestuurslaag in het regentschap Ogan Komering Ilir van de provincie Zuid-Sumatra, Indonesië. Serdang telt 809 inwoners (volkstelling 2010).